# Milan Škriniar
Milan Škriniar (phát âm tiếng Slovak: [ˈmilan ˈʃkɾiɲɪ̯aɾ]; sinh ngày 11 tháng 2 năm 1995) là một cầu thủ bóng đá chuyên nghiệp người Slovakia hiện đang thi đấu ở vị trí trung vệ cho câu lạc bộ Ligue 1 Paris Saint-Germain và là đội trưởng của đội tuyển bóng đá quốc gia Slovakia.

## Sự nghiệp câu lạc bộ

### MŠK Žilina
Škriniar bắt đầu sự nghiệp chơi bóng tại đội bóng quê nhà FK Žiar nad Hronom, trước khi chuyển đến MSK Zilina. Ngày 27 tháng 3 năm 2012, ở tuổi 17, anh có trận đấu chính thức đầu tiên cho Zilina trong trận đấu tại Giải bóng đá vô địch quốc gia Slovakia với Zlaté Moravce.
Trong 4 năm rưỡi thi đấu cho Zilina (trong đó có 6 tháng được đem cho mượn tại Zlaté Moravce), Škriniar có tổng cộng 93 lần ra sân và ghi được 13 bàn thắng, giành chức vô địch Giải bóng đá vô địch quốc gia Slovakia và Cúp Quốc gia Slovakia.

### Sampdoria
Ngày 29 tháng 1 năm 2016, Škriniar chuyển đến Serie A thi đấu cho Sampdoria theo hợp đồng 4,5 năm.

### Inter Milan
Ngày 7 tháng 7 năm 2017, Škriniar chính thức ký hợp đồng có thời hạn 5 năm với Inter Milan. Để có được Škriniar, Inter đã phải chi số tiền chuyển nhượng khoảng 20 triêự € cộng với tiền đạo Gianluca Caprari, giúp Škriniar trở thành cầu thủ Slovakia có giá trị chuyển nhượng cao nhất lịch sử.
Trong mùa giải đầu tiên tại Inter Milan, Škriniar đá đủ 38 trận đấu tại Serie A 2017-18 và đóng góp 4 bàn thắng. Anh có 167 lần phá bóng thành công, 23 lần chặn dứt điểm thành công, cao nhất tại Inter và xếp lần lượt thứ 6 và 7 của Serie A.

#### 2020-21
Ngày 23 tháng 12 năm 2020, Škriniar đánh đầu ghi bàn ấn định tỷ số 2-1 trước Hellas Verona, chiến thắng thứ 7 liên tiếp của Inter Milan tại Serie A 2020-21. Đến ngày 10 tháng 1 năm 2021, anh lại lập công từ một pha đánh đầu gỡ hòa 1-1 cho Inter Milan trước AS Roma. Inter Milan thiết lập khoảng cách 6 điểm với đội đứng thứ hai tại Serie A sau trận thắng Atalanta ngày 8 tháng 3 và chính Škriniar là người ghi bàn thắng duy nhất của trận đấu.
Kết thúc mùa giải 2020-21, Škriniar cùng Inter Milan vô địch Serie A sớm bốn vòng đấu và danh hiệu Serie A thứ 17 này của Inter Milan cũng chấm dứt chuỗi chín năm thống trị của Juventus.

## Sự nghiệp đội tuyển quốc gia
Škriniar có trận đấu đầu tiên cho đội tuyển Slovakia vào ngày 27 tháng 5 năm 2016 trong trận giao hữu thắng Georgia 3-1. Chỉ ba ngày sau đó, anh bất ngờ được huấn luyện viên Ján Kozák chọn vào danh sách 23 cầu thủ Slovakia tham dự Euro 2016 tổ chức tại Pháp. Anh có hai lần ra sân tại giải đấu này, trong trận đấu cuối vòng bảng với Anh và vòng 16 đội với Đức.
Škriniar là một trong 26 cầu thủ Slovakia được chọn tham dự Euro 2020. Trong trận mở màn bảng E với đối thủ được đánh giá cao hơn là Ba Lan, Slovakia đã giành chiến thắng 2-1 với Škriniar là người ấn định tỷ số bằng cú đỡ bóng rồi vô-lê trong vòng cấm sau quả phạt góc của Róbert Mak.

## Danh hiệu
MŠK Žilina
- Giải bóng đá vô địch quốc gia Slovakia: 2011–12
- Cúp quốc gia Slovakia: 2011–12

Inter Milan
- Serie A: 2020–21
- Coppa Italia: 2021–22, 2022–23
- Supercoppa Italiana: 2021, 2022

Paris Saint-Germain
- Ligue 1: 2023–24[16]
- Coupe de France: 2023–24[17]
- Trophée des Champions: 2023[18]

Slovakia
- Cúp Nhà vua: 2018

Cá nhân
- Giải thưởng Peter Dubovský: 2016
- Đội hình xuất sắc nhất Giải vô địch bóng đá U-21 châu Âu: 2017
- Cầu thủ xuất sắc nhất năm của Slovakia (2): 2019, 2020

## Thống kê sự nghiệp

### Câu lạc bộ
Tính đến ngày 15 tháng 5 năm 2021.
| Câu lạc bộ           | Mùa giải            | Giải đấu            | Giải đấu | Giải đấu | Cúp quốc gia | Cúp quốc gia | Châu Âu | Châu Âu | Khác | Khác | Tổng cộng | Tổng cộng |
| Câu lạc bộ           | Mùa giải            | Hạng                | Trận     | Bàn      | Trận         | Bàn          | Trận    | Bàn     | Trận | Bàn  | Trận      | Bàn       |
| -------------------- | ------------------- | ------------------- | -------- | -------- | ------------ | ------------ | ------- | ------- | ---- | ---- | --------- | --------- |
| Zilina               | 2011–12             | Super Liga          | 2        | 0        | 1            | 0            | 0       | 0       | —    | —    | 3         | 0         |
| Zilina               | 2012–13             | Super Liga          | 10       | 1        | 3            | 0            | 0       | 0       | —    | —    | 13        | 1         |
| Zilina               | 2013–14             | Super Liga          | 15       | 1        | 1            | 0            | 1       | 0       | —    | —    | 17        | 1         |
| Zilina               | 2014–15             | Super Liga          | 32       | 6        | 3            | 2            | 0       | 0       | —    | —    | 35        | 8         |
| Zilina               | 2015–16             | Super Liga          | 18       | 4        | 1            | 1            | 8       | 0       | —    | —    | 27        | 5         |
| Zilina               | Tổng cộng           | Tổng cộng           | 77       | 12       | 9            | 3            | 9       | 0       | —    | —    | 95        | 15        |
| Zlate Moravce (mượn) | 2012–13             | Super Liga          | 7        | 0        | 0            | 0            | —       | —       | —    | —    | 7         | 0         |
| Sampdoria            | 2015–16             | Serie A             | 3        | 0        | 0            | 0            | —       | —       | —    | —    | 3         | 0         |
| Sampdoria            | 2016–17             | Serie A             | 35       | 0        | 0            | 0            | —       | —       | —    | —    | 35        | 0         |
| Sampdoria            | Tổng cộng           | Tổng cộng           | 38       | 0        | 0            | 0            | —       | —       | —    | —    | 38        | 0         |
| Inter Milan          | 2017–18             | Serie A             | 38       | 4        | 2            | 0            | —       | —       | —    | —    | 40        | 4         |
| Inter Milan          | 2018–19             | Serie A             | 35       | 0        | 2            | 0            | 9       | 0       | —    | —    | 46        | 0         |
| Inter Milan          | 2019–20             | Serie A             | 32       | 0        | 3            | 0            | 7       | 0       | —    | —    | 42        | 0         |
| Inter Milan          | 2020–21             | Serie A             | 32       | 3        | 4            | 0            | 3       | 0       | —    | —    | 39        | 3         |
| Inter Milan          | Tổng cộng           | Tổng cộng           | 137      | 7        | 11           | 0            | 19      | 0       | —    | —    | 167       | 7         |
| Tổng cộng sự nghiệp  | Tổng cộng sự nghiệp | Tổng cộng sự nghiệp | 258      | 18       | 20           | 3            | 28      | 0       | —    | —    | 306       | 21        |

### Quốc tế
Tính đến ngày 19 tháng 11 năm 2023.
| Đội tuyển quốc gia | Năm       | Trận | Bàn |
| ------------------ | --------- | ---- | --- |
| Slovakia           | 2016      | 7    | 0   |
| Slovakia           | 2017      | 7    | 0   |
| Slovakia           | 2018      | 9    | 0   |
| Slovakia           | 2019      | 8    | 0   |
| Slovakia           | 2020      | 5    | 0   |
| Slovakia           | 2021      | 14   | 3   |
| Slovakia           | 2022      | 8    | 0   |
| Slovakia           | 2023      | 8    | 0   |
| Tổng cộng          | Tổng cộng | 66   | 3   |

### Bàn thắng quốc tế
Bàn thắng và kết quả của Slovakia được để trước.
| # | Ngày                | Địa điểm                                           | Số trận | Đối thủ | Bàn thắng | Kết quả | Giải đấu                 |
| - | ------------------- | -------------------------------------------------- | ------- | ------- | --------- | ------- | ------------------------ |
| 1 | 27 tháng 3 năm 2021 | Sân vận động Antona Malatinského, Trnava, Slovakia | 38      | Malta   | 2–2       | 2–2     | Vòng loại World Cup 2022 |
| 2 | 30 tháng 3 năm 2021 | Sân vận động Antona Malatinského, Trnava, Slovakia | 39      | Nga     | 1–0       | 2–1     | Vòng loại World Cup 2022 |
| 3 | 14 tháng 6 năm 2021 | Sân vận động Krestovsky, Saint Petersburg, Nga     | 41      | Ba Lan  | 2–1       | 2–1     | Euro 2020                |